# Ciałopozytywność

Rzeźba Bronskvinnorna (Kobiety z brązu) stojąca przy muzeum sztuki (Konsthallen) w Växjö. Rzeźba wykonana przez Marianne Lindberg De Geer. Przedstawia dwie kobiety - kobietę otyłą i anorektyczkę. Jest ona demonstracją przeciwko współczesnej obsesji na punkcie tego, jak wyglądamy.

Ciałopozytywność – akceptowanie swojego ciała. Szerzej definiowane jako ruch społeczny uznający, że każdy człowiek powinien mieć pozytywne wyobrażenie o własnym ciele oraz zwracający uwagę na sposoby, w jaki społeczeństwo prezentuje i postrzega cielesność. Ruch opowiada się za akceptacją wszystkich ciał, bez względu na ich formę, rozmiar, wygląd i zmianą nastawienia do takich czynności jak ćwiczenia fitness czy usługi dotyczące urody. Przedstawiciele ruchu ciałopozytywności uznają, że rozmiar jest tylko jednym z wielu wymiarów postrzegania i oceny ciał. W działaniach uwzględniają także kwestie uprzedzeń rasowych, trans, queer i związane z niepełnosprawnością. Celem ruchu jest przeciwstawienie się nierealistycznym standardom urody, opierając się na założeniu, że piękno jest jedynie konstruktem społecznym, które nie powinno mieć wpływu na poczucie własnej wartości jednostki.

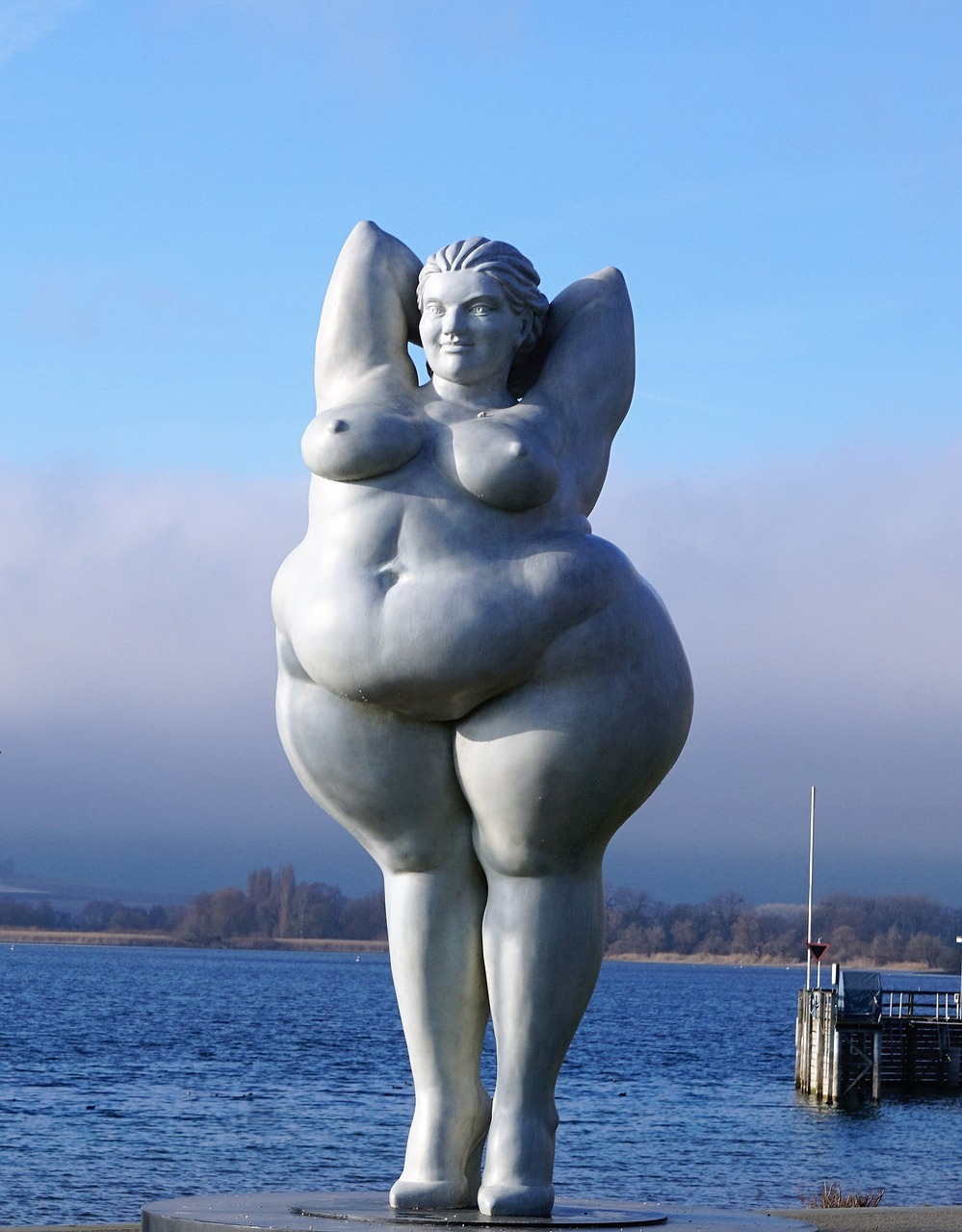
Zdjęcie przedstawia Yolandę, rzeźbę wykonaną z żywicy epoksydowej przez Miriam Lenk. Artystka mówi, że Yolanda jest "Ikoną kobiecej pewności siebie... Yolanda zajmuje przestrzeń i nie przejmuje się czyimiś obiekcjami."

## Historia

### Ruch akceptacji grubości
Założony został w latach sześćdziesiątych XX wieku. Zaczęto protestować przeciwko potępianiu osób grubych, otyłych. Narodził się wtedy ruch akceptacji grubości (ang. fat acceptance movement). Ruch ten unaoczniał, iż osoby otyłe spotykają się z nienawiścią, są dyskryminowane. Dostrzeżono wtedy, że dyskryminowanie osób grubych ma na nie negatywny wpływ (w sensie zdrowotnym). Wywieranie presji bycia szczupłym i piętnowanie nadwagi prowadzi do zaburzeń na tle psychicznym. Wskazano także, że chroniczne stosowanie restrykcyjnych diet może być potencjalnie szkodliwe.

### Strona internetowa The Body Positive
W roku 1996, Connie Sobczak inspirowana własną przeszłością, wraz ze swoją psychoterapeutką Elizabeth Scott, założyły stronę internetową The Body Positive. Connie przez lata zmagała się z problemami odnośnie samoakceptacji i zaburzeniami odżywiania. Celem kobiet było stworzenie przestrzeni, w której każdy mógł się poczuć bezpiecznie. Chciały pomagać osobom, które czuły się wykluczane, negatywnie patrzyły na własne ciało i widzą siebie jako gorsze od innych.

## Krytyka
Ruch akceptacji tłuszczu przekonuje, że osoba z otyłością wcale nie musi być niezdrowa. Otyłość wiąże się jednakże z nieprawidłowym funkcjonowaniem niemal wszystkich fizjologicznych mechanizmów homeostazy, a jej obecność jest związana m.in. z zaburzeniami serca, nowotworami złośliwymi, infekcjami, niepłodnością, chorobami stawów, depresją i pogorszeniem funkcji poznawczych. Za kontrowersyjny uważany jest termin otyłości zdrowej metabolicznie (ang. metabolically healthy obesity), gdyż również wśród tej grupy ludzi stwierdza się większe ryzyko zgonu i zaburzeń sercowo-naczyniowych.